# Anastatus darwini
Anastatus darwini är en stekelart som beskrevs av Girault 1915. Anastatus darwini ingår i släktet Anastatus och familjen hoppglanssteklar. Inga underarter finns listade i Catalogue of Life.